# حملة نيويورك ونيو جيرسي
حملة نيويورك ونيو جيرسي هي سلسلة معارك للسيطرة على مدينة نيويورك ونيوجيرسي في الثورة الأمريكية بين القوات البريطانية بقيادة الجنرال سير ويليام هوي والجيش الأمريكي بقيادة اللواء جورج واشنطن في 1776 وشتاء 1777.

## خلفية
عندما اندلعت حرب الاستقلال الأمريكية في أبريل 1775، كانت القوات البريطانية واقعة تحت الحصار في بوسطن. هزموا قوات الباتريوت في معركة بانكر هيل وتكبدوا خسائر فادحة في الأرواح. عندما وصلت أخبار هذا الانتصار البريطاني الباهظ الثمن إلى لندن، قرر الجنرال ويليام هاو واللورد جورج جيرمان، الموظف البريطاني المسؤول، بوجوب اتخاذ «إجراء حاسم» ضد مدينة نيويورك باستخدام القوات المجندة من جميع أنحاء الإمبراطورية البريطانية وكذلك القوات المستأجرة من الولايات الألمانية الصغيرة.
الجنرال جورج واشنطن، الذي عينه مؤخرًا الكونغرس القاري الثاني قائدًا أعلى للجيش القاري، ردد آراء الآخرين بأن نيويورك كانت «موقعًا ذا أهمية غير محدودة» وبدأ مهمة تنظيم كتائب عسكرية في منطقة نيويورك عند توقفه هناك خلال طريقه لتولي قيادة حصار بوسطن. في يناير 1776، أمر واشنطن تشارلز لي بحشد القوات وتولي قيادة دفاعات نيويورك. كان لي قد أحرز بعض التقدم في دفاعات المدينة عندما وصلت أنباء في أواخر مارس بأن الجيش البريطاني قد غادر بوسطن بعد أن هددهم واشنطن من مرتفعات جنوب المدينة. سارع واشنطن -قلقًا من إبحار الجنرال هاو مباشرة إلى نيويورك- بأفواج من بوسطن متضمنةً الجنرال إسرائيل بوتنام الذي قاد القوات حتى وصل واشنطن نفسه في منتصف أبريل. في نهاية أبريل، أرسل واشنطن الجنرال جون سوليفان مع ستة أفواج إلى الشمال لدعم حملة كيبيك المتعثرة.
الجنرال هاو، وبدلًا من التحرك ضد نيويورك، سحب جيشه نحو هاليفاكس، نوفا سكوتيا، وأعاد تجميع صفوفه بينما بدأت الناقلات الملأى بالقوات البريطانية المشحونة من القواعد في جميع أنحاء أوروبا والمخصصة لنيويورك، بالتجمع في هاليفاكس. في يونيو، أبحر إلى نيويورك مع 9000 جندي كانوا قد تجمعوا هناك قبل وصول جميع الناقلات. كان مقررًا على القوات الألمانية القادمة من هسن كاسل بشكل أساسي، وكذلك القوات البريطانية من حملة هنري كلينتون التي باءت بالفشل إلى كارولينا الشمالية والجنوبية، أن تلتقي بأسطول هاو عند وصوله إلى نيويورك. وصل شقيق الجنرال هاو، الأدميرال لورد هاو، إلى هاليفاكس مع المزيد من الناقلات بعد أن أبحر الجنرال وتبعه على الفور.
عندما وصل الجنرال هاو إلى المرفأ الخارجي لنيويورك، بدأت السفن الإبحار في المضيق غير المحمي بين جزيرة ستاتن ولونغ آيلاند في 2 يوليو، وبدأت إنزال القوات على الشواطئ غير المحمية لجزيرة ستاتن في ذلك اليوم. علم واشنطن من السجناء المأسورين أن هاو قد أنزل 10000 جندي، لكنه كان ينتظر وصول 15000 آخرين. افتقر الجنرال واشنطن، بجيش أصغر قوامه نحو 19000 جندي، إلى معلومات استخباراتية مهمة عن القوات البريطانية والخطط، ولم يكن واثقًا بالضبط أي نقطة ينوي هاو ضربها في منطقة نيويورك. وبالتالي قسّم الجيش القاري بين مواقع محصنة في لونغ آيلاند ومانهاتن والبر الرئيسي، وأسس أيضًا «معسكر طيّار» شمال نيوجيرسي. كان الهدف وراءه تأمين قوة احتياطية يمكنها دعم العمليات في أي مكان على طول جانب نيوجيرسي من نهر هدسون.

## مجريات الحرب
تمكن هوي بنجاح من إخراج جورج واشنطن من نيويورك ولكنه اُرهق في الوصول إلى نيوجيرسي وانهى حملته في يناير 1777 على مقربة من المدينة, سيطر البريطانيون على نيويورك حتى نهاية الحرب واستخدموها كقاعدة لحملاتهم ضد الأهداف الأخرى.
أول انزال في جزيرة ستاتن كان بدون مقاومة في 3 يوليو 1777، جمع هوي جيش مكون من العناصر التي انسحبت من بوسطن بعد فشلهم في الاستيلاء على المدينة مع جيوش بريطانية اضافية، بالإضافة إلى جيوش هسيان التابعة لعدة ولايات ألمانية للاميراطورية الرومانية المقدسة نزلت في جزيرة لونغ أيضاً بدون مقاومة في شهر أغسطس، دفع هوي اللواء واشنطن إلى السهول البيضاء نيويورك.
قوات جورج واشنطن كانت مكونة من الجنود الذين شاركوا في حصار بوسطن والأفواج من ولاية فرجينيا وبروكلين ومانهاتن السفلى، عاد هوي لمانهاتن للاستيلاء عليها، واتجهت قوات جورج واشنطن إلى شمال الجزيرة، انسحب واشنطن والعديد من قواته إلى نيوجيرسي وعبروا نهر هدسون وثم عبروا ديلاوير إلى بنسلفانيا، تقلص عدد الجيش بسبب انتهاء فترة التطوع وهجر الجيش وقلة المعنويات.
امر هوي قواته بتأسيس طلائع الحيش من نيويورك إلى برلنغنون، في نيوجيرسي. في محاولة لرفع معنويات القوات الأمريكية قام واشنطن بهجوم ناجح على الحامية العسكرية في ترنتون بعد عبور نهر ديلاوير الجيليدي, واجبر هوي على سحب طلائعه إلى برنغستون وإلى ساحل نيويورك, وقام واشنطن بتنصيب مخيمه الشتوي في موريس تاون, خلال أشهر الشتاء المتبقية حدثت مناوشات متكررة بين الطرفين.
سيطرت القوات البريطانية على مدينة نيويورك والمناطق المحيطة حتى نهاية الحرب في 1783 حيث استخدموها كقاعدة للعمليات في شمال أمريكا. في عام 1777 أطلق هوي حملة للاستيلاء على فيلادلفيا ووضع السير هنري كلنتون كنائب له في نيويورك, بينما اللواء جون بيرغلتون قاد حملة للسيطرة على وادي نهر هدسون فشلت في ساراتوجا, شمال نيو جيرسي كان مسرح لمصادمات بين الطرفين حتى نهاية الحرب.

## وصلات خارجية
- The Continental Army Bibliography of Operations in New England Theater compiled by the United States Army Center of Military History